# B-2ユニット
『B-2ユニット』（B-2 UNIT）は、坂本龍一の2作目のオリジナルアルバム。1980年9月21日リリース。

## 解説
共同プロデュースはパス・レコードの後藤美孝。その当時勃興してきた“ダブ”のテクニックを全編徹底的に使っている。
前アルバム『千のナイフ』が西洋音楽のボキャブラリーを多分に使っていたのに対し、このアルバムではメロディーの音色にノイズを混ぜたり、音色の変化そのものが曲であるというように、より音の在り方・音色自体に焦点が合わせられている。その為、音の質感や肌触り（坂本曰く、女性の下半身の肌触りをイメージしたと語っている）・音像など、前作とは一線を画している。ギタリストとしてXTCのアンディ・パートリッジやグンジョーガクレヨンの組原正、大村憲司（当初はアート・リンゼイやフレッド・フリスも候補に挙がっていた）、エンジニアとしてデニス・ボーヴェル等が参加。レコーディングは東京とロンドンで行われた。
ジャケットデザインは井上嗣也。アルバムタイトルは、後藤美孝が東急ハンズで見つけた、米軍放出品の糧食キットに入っていた甘味食の缶詰の名称が由来（ちなみに中身は時期によって違うが、ある時期のものは粉末ココアとクラッカー4枚である）。
1980年当時のYMOはアルバム『パブリック・プレッシャー』がオリコン初登場1位となる等、日本国内で注目された時期だったが、状況に嫌気が差した坂本は脱退を考えており、アルファレコードに対してYMO残留との交換条件でこのアルバムの制作費を出資させている。発売当時、『少年ジャンプ』にも1ページ広告が出され、国内だけで15万枚を売り上げたという。
本アルバム制作時期の当時は先述の通りいわゆる加熱するYMOのブームへのアンチテーゼ的な作品を意識して制作した事もあってか、本作を聴いた高橋幸宏は「すごかった」、細野晴臣も「打ちのめされた」と評価している。細野は当時坂本にその感想を伝えたところ、とてもうれしそうだったことを覚えている。

## 収録曲
1. Differencia
  - 作曲：坂本龍一

ビートを刻まない “ドタドタ”としたドラムと低音のシンセが結果的に独特のグルーヴを生み出している。ドラムの元になっているのはDNAのドラマー、モリ・イクエのもの（後藤曰く「まったく乗れないドラム」）[5]。曲名は当時、坂本が影響を受けていたジャック・デリダの思想におけるキーワードである「差異」を意味する「différance」をラテン語っぽく発音したもの。当初このアルバムの仮タイトルだった。坂本自身は92点くらいの仕上がりで意味深いと発言している。
2. Thatness and Thereness
  - 作詞：後藤美孝、坂本龍一 / 翻訳：ピーター・バラカン / 作曲：坂本龍一

ソロアルバムでは初の、坂本によるヴォーカル曲。録音当初は歌がなかったが、後藤美孝のアドバイスにより肉声のヴォーカルを追加した[6]。タイトルは「それが何に見えるか、それがどこに見えるか」という心理学用語。歌詞は、坂本が学生運動をやっていた時の記憶に残っている光景を基に作られた。バッキングが6／8拍子と3／4拍子のポリリズムになっている。坂本は、クルト・ヴァイルの『三文オペラ』からの影響も語っている。高橋幸宏は本曲に対して「歌が上手いわけではないし、それは教授自身も承知の上で歌っているんだけど、すごく良い曲」と評している[4]。アルバム『メディア・バーン・ライヴ』ではキーを変えたライブバージョンが収録されている。
3. Participation Mystique
  - 作曲：坂本龍一

スネアドラムは坂本自身が叩いている。組原正のギターソロと16分音符のパルスに切り刻まれたギターが別の音に加工されている。
4. E-3A
  - 作曲：坂本龍一

曲名はアメリカの早期警戒管制機E-3Aに由来する。ガムラン風の音は大村憲司によるチューニングを変え、アンプを通さずに弦の音をマイクで収録したギター。曲は何度も“立ち止まり”（中断され）、また“歩き出す”（再開する）。
5. Iconic Storage
  - 作曲：坂本龍一

メロディーの音色は、楽音とノイズの中間の音を出そうとかなり試行錯誤され、最終的にはプロフェット5で作られた。
6. Riot in Lagos
  - 作曲：坂本龍一

「ライオット・イン・ラゴス」を参照のこと。
7. Not the 6 O'clock News
  - 作曲：坂本龍一

BBCのラジオニュース放送を切り刻んで作られたパルスと、アンディ・パートリッジによるアンプを通していないエレキギターのカッティングからなる曲。初期のタイトルは「9 O'clock News」[5]。
8. The End of Europe
  - 作曲：坂本龍一

強力にフランジングされた音色と淡々と刻まれる8分音符のベースが耳に残る。“西洋の終焉”を意味するこの曲は、シェーンベルクとマーラーがモチーフ。ギターは組原正。"JAPAN TOUR 2005"ではバンドスタイルで演奏された。